# Rafał Maślak
Rafał Maślak (sinh ngày 3 tháng 2 năm 1989 tại Międzyrzecz) là một người mẫu thời trang và ngôi sao truyền hình người Ba Lan. Anh từng đoạt giải Nam vương Ba Lan vào năm 2014.

## Tiểu sử
Rafał Maślak sinh tại Międzyrzecz và lớn lên tại Gorzyca. Anh tốt nghiệp Trường Kinh tế. Trước khi bén duyên với sự nghiệp người mẫu, Rafał Maślak từng làm công nhân tại nhà máy và làm lính cứu hoả. Năm 2014, Rafał Maślak vinh dự giành được danh hiệu Nam vương Wielkopolskie và tiếp theo là danh hiệu Nam vương Ba Lan, thành tích này giúp anh có được tấm vé đại diện nước nhà trong cuộc thi Nam vương Quốc tế 2014 tổ chức tại Hàn Quốc. Bên cạnh đó, anh còn nhận được danh hiệu Á vương 3 và thắng Giải thưởng Khán giả bình chọn.
Rafał Maślak tham gia nhiều chương trình giải trí bao gồm Dancing with the Stars: Taniec z gwiazdami (2014), Agent (2016), Dance, Dance, Dance (2019) và Ninja Warrior Poland (2019). Ngoài ra, Rafał Maślak còn là người dẫn chương trình truyền hình Randka z Maślakiem (Date with Maślak) vào năm 2015 và là một trong những giám khảo của chương trình truyền hình Supermodelka Plus Size (2017).
Năm 2016, Rafał Maślak được cổng thông tin điện tử Plejada.pl trao tặng Giải thưởng Ngôi sao Internet và khai trương thẩm mỹ viện Akademia Semilac ở Warsaw.

## Đời tư
Rafał Maślak có một anh trai là Juliusz và một em trai là người mẫu Aleksander. Ngày 11 tháng 8 năm 2018, anh kết hôn với Kamila Nicpoń. Cặp đôi có một con trai tên là Maksymilian (sinh năm 2019).

## Thành tích nghệ thuật
Các sê-ri phim truyền hình đã tham gia:
- 2016: Druga szansa (tập 8)
- 2017: Na sygnale trong vai Rafał
- 2017: Na dobre i na złe trong vai Huấn luyện viên (tập 679)
- 2018: Za marzenia trong vai Giáo viên thể dục (tập 12)